# Hliðskjálf (album)
Hliðskjálf je šesti studijski album norveškog black metal solo projekta Burzum. Album je objavljen 26. travnja 1999. godine, a objavila ga je diskografska kuća Misanthropy Records.
Drugi je studijski album koji je Varg Vikernes snimio dok je bio u zatvoru zbog ubojstva Euronymousa i paleža crkava. Također je Burzumov drugi ambijentalni album. Varg se na albumu koristio samo sintesajzerom jer mu u zatvoru nije bilo dopušteno služiti se bilo kojim drugim instrumentom; Vikernes se za snimanje Hliðskjálfa samo tjedan dana smio služiti sintesajzerom i mašinom za snimanje. 

## Popis pjesama
| 1.    | »Tuistos Herz« ("Tuistovo srce")                      | 6:13 |
| 2.    | »Der Tod Wuotans« ("Wotanova smrt")                   | 6:43 |
| 3.    | »Ansuzgardaraiwô« ("Ratnici Ansgarde")                | 4:28 |
| 4.    | »Die Liebe Nerþus« ("Nertusina ljubav")               | 2:14 |
| 5.    | »Frijôs einsames Trauern« ("Freyjina samotna žalost") | 6:15 |
| 6.    | »Einfühlungsvermögen« ("Moć empatije")                | 3:55 |
| 7.    | »Frijôs goldene Tränen« ("Freyjine zlatne suze")      | 2:38 |
| 8.    | »Der weinende Hadnur« ("Hodrvo plakanje")             | 1:16 |
| 33:42 |                                                       |      |

## Zasluge
Burzum
- Varg Vikernes – sintesajzer, produciranje

Ostalo osoblje
- Pytten – mastering
- Tanya Stene – omot albuma
- Stephen O'Malley – dizajn, dodatne ilustracije